# Así habló el cambista
Así habló el cambista es una película de época coproducción de Uruguay, Argentina y Alemania y dirigida por Federico Veiroj que se estrenó el 8 de septiembre de 2019.
La película fue seleccionada para representar a Uruguay en la categoría mejor película internacional de la 92.ª edición de los Premios Óscar.

## Sinopsis del filme
Humberto Brause, un banquero dedicado a cambiar moneda que tendrá que sortear su matrimonio, la subversión de la década de 1970 y su código de ética para conservar su nombre en la plaza financiera uruguaya. 
El guion está basado en la novela Así habló el cambista, publicada por Juan Enrique Gruber en 1979.

## Reparto
- Daniel Hendler como Humberto Brause
- Dolores Fonzi como Gudrun
- Luis Machín como Sr. Schweinsteiger
- Benjamín Vicuña como Javier Bonpland
- Germán de Silva como Moacyr
- Paulo Betti como Don Marins
- David Roizner como Castillo
- Gabriel Pérez como hijo adolescente de Brause
- Pilar de León como Elvira
- Marcos Valls como Waldemar